# Cestovní ruch v Česku

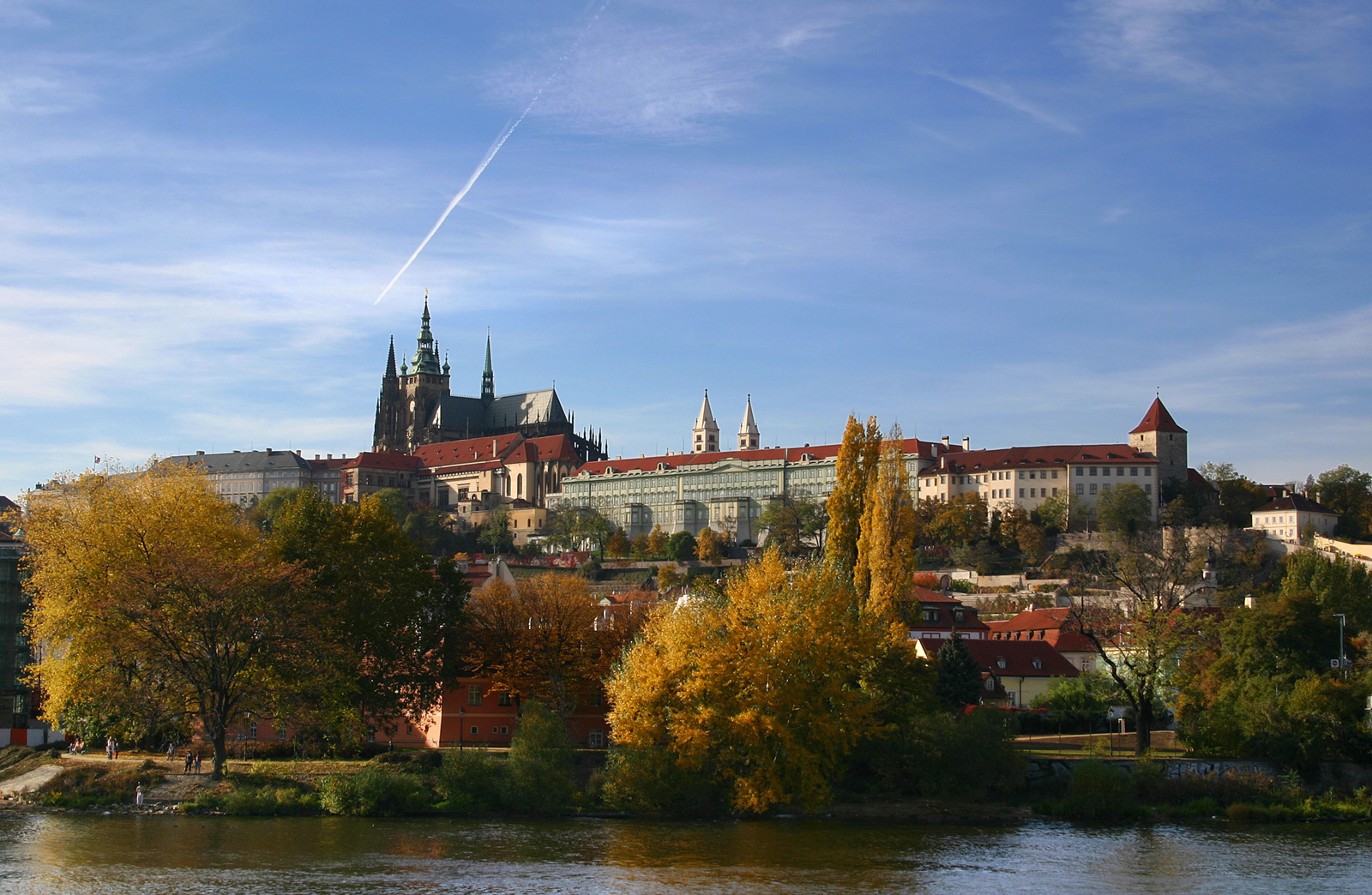
Pražský hrad je českou nejnavštěvovanější památkou

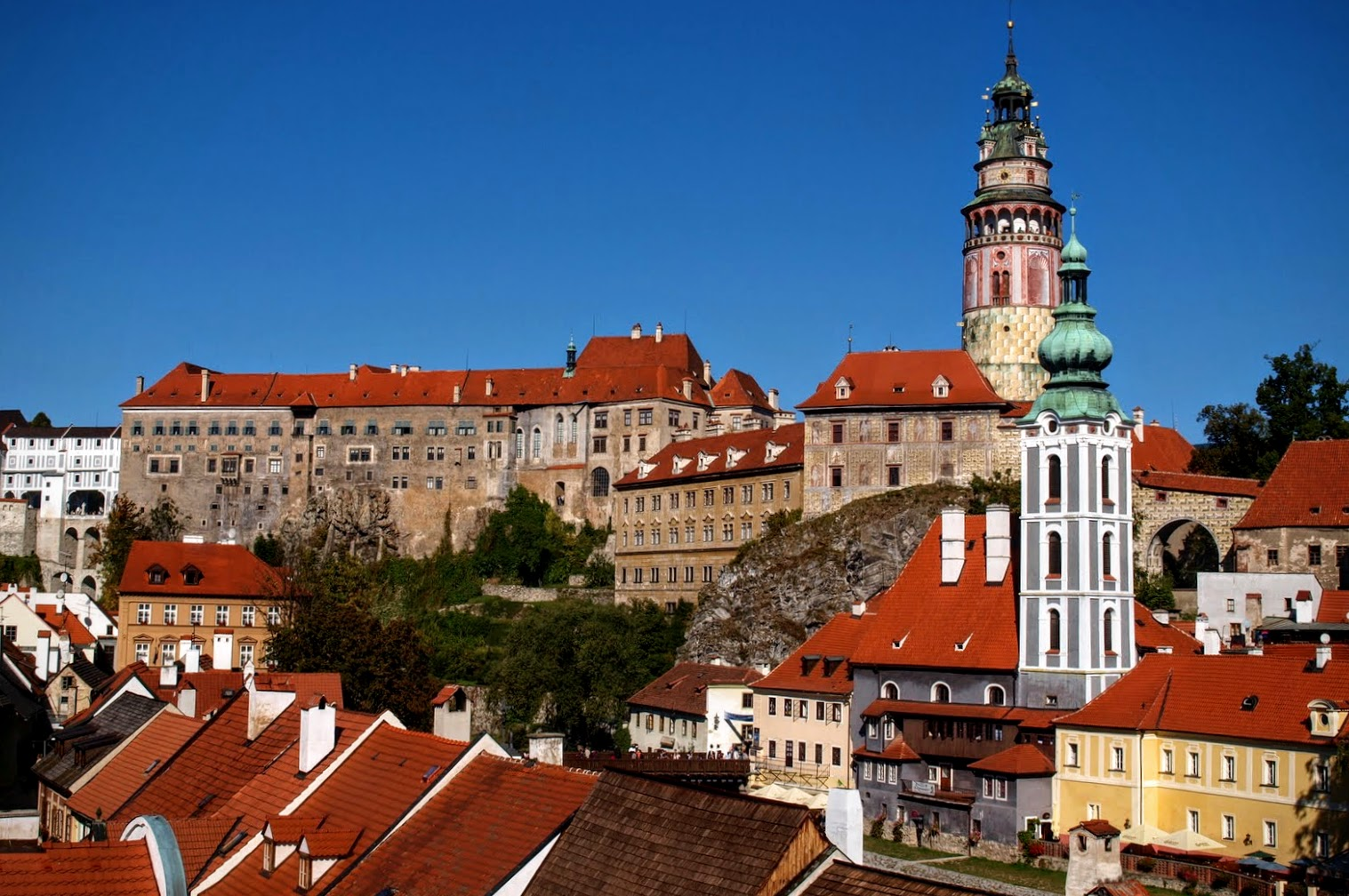
Český Krumlov je druhým turisticky nejnavštěvovanějším městem Česka

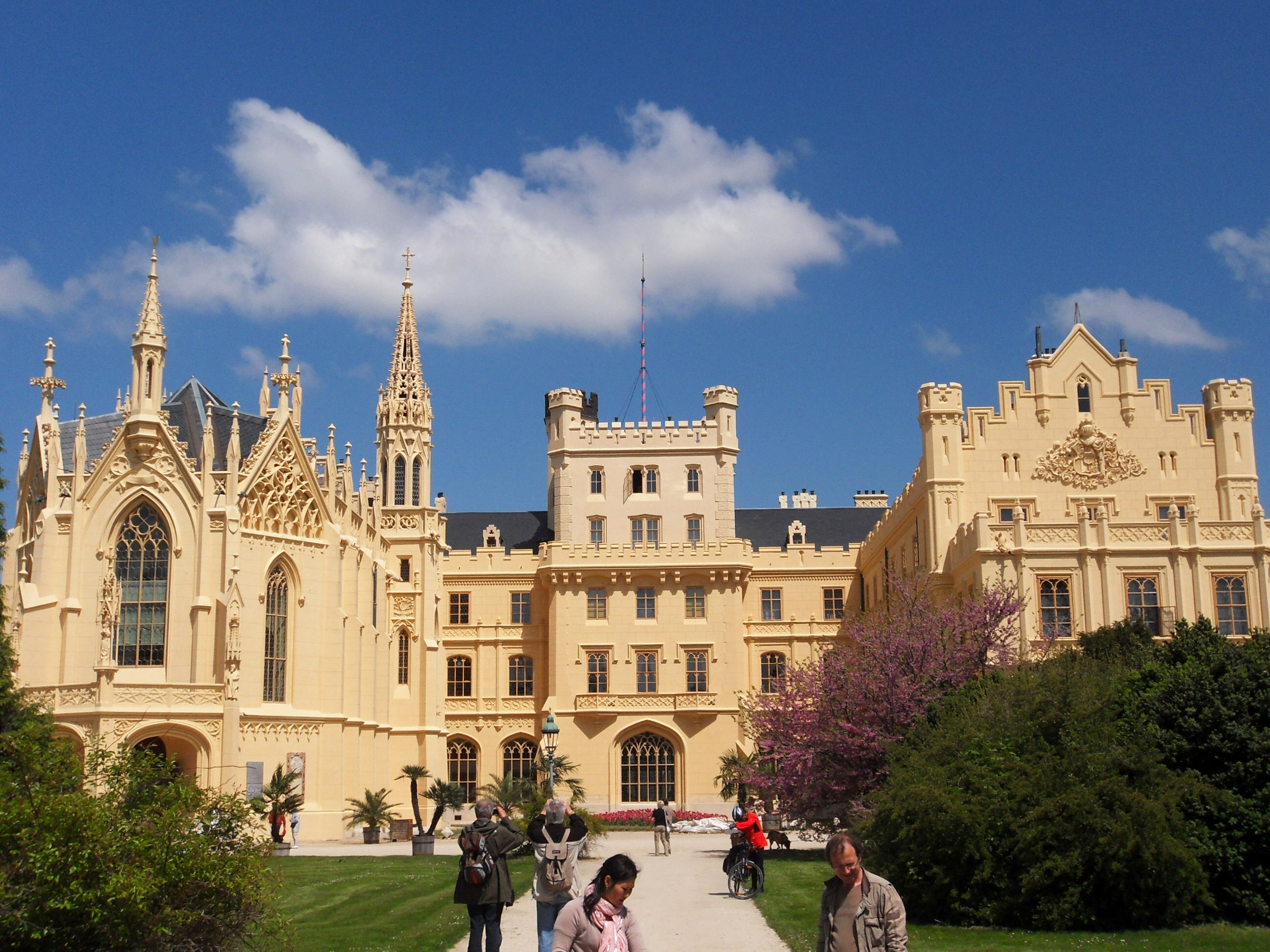
Zámek Lednice v Jihomoravském kraji

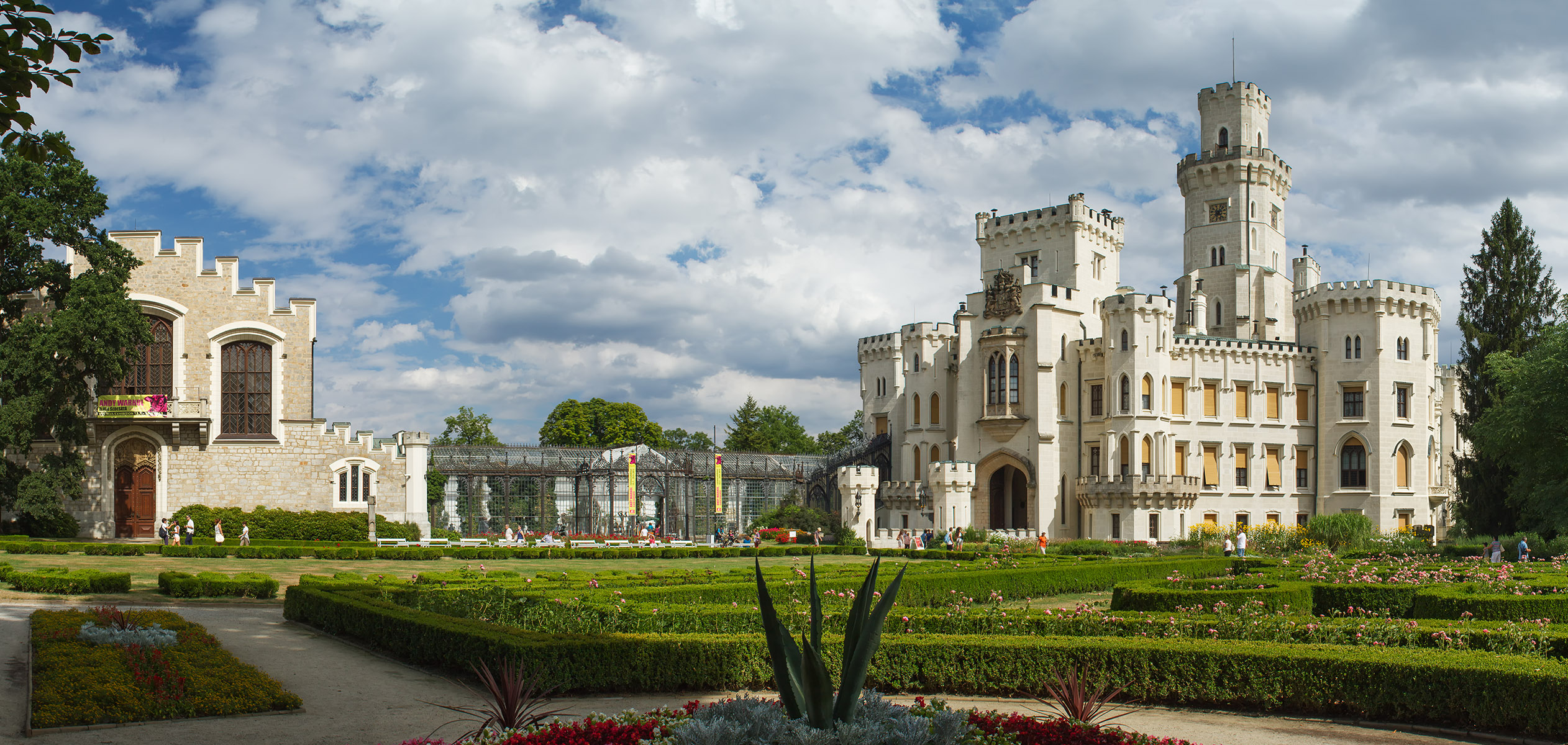
Zámek Hluboká v Jižních Čechách

Cestovní ruch je významným odvětvím české ekonomiky. V roce 2016 celková produkce cestovního ruchu dosáhla 306 miliard korun, což představuje 2,9 % HDP. V cestovním ruchu pracuje přibližně 231 tis. zaměstnanců. Praha je pátým nejnavštěvovanějším městem Evropy, po Londýně, Paříži, Istanbulu a Římě. V roce 2019 Česko navštívilo přibližně 10,88 milionu turistů.

## Statistika

### Zahraniční turisté
V roce 2019 do České republiky přijelo celkem 10 883 040 turistů, nejvíce z těchto zemí:
| Země           | 2011       | 2012       | 2013       | 2014       | 2015       | 2016       | 2017       | 2018       | 2019       | 2020      |
| -------------- | ---------- | ---------- | ---------- | ---------- | ---------- | ---------- | ---------- | ---------- | ---------- | --------- |
| Německo        | ▼1 422 348 | ▼1 418 161 | ▲1 385 398 | ▲1 559 836 | ▲1 749 276 | ▲1 879 754 | ▲1 954 833 | ▲2 033 065 | ▲2 075 956 | ▼818 613  |
| Polsko         | ▼373 864   | ▼371 421   | ▲386 739   | ▲451 729   | ▲467 285   | ▲543 247   | ▲578 465   | ▲620 414   | ▲672 571   | ▼286 684  |
| Slovensko      | ▲347 188   | ▲383 069   | ▲395 352   | ▲496 353   | ▲564 496   | ▲645 788   | ▲688 490   | ▲734 910   | ▲749 977   | ▼274 205  |
| Velká Británie | ▲336 613   | ▲346 973   | ▲353 973   | ▲398 809   | ▲441 516   | ▲470 643   | ▼470 576   | ▲496 807   | ▼495 572   | ▼125 284  |
| Rakousko       | ▲188 144   | ▲203 657   | ▲212 198   | ▲244 880   | ▲268 961   | ▲283 608   | ▲292 420   | ▲299 162   | —          | 89 214    |
| Itálie         | ▲343 767   | ▲353 671   | ▼333 828   | ▲371 487   | ▲371 686   | ▼368 851   | ▲392 861   | ▲409 903   | ▼409 623   | ▼88 271   |
| Francie        | ▼289 397   | ▼275 759   | ▼270 798   | ▲273 582   | ▼269 972   | —          | —          | —          | —          | ▼82 355   |
| Nizozemsko     | —          | —          | —          | —          | —          | —          | —          | —          | —          | 81 097    |
| Ukrajina       | —          | —          | —          | —          | —          | —          | —          | —          | ▲271 933   | ▼73 709   |
| Rumunsko       | —          | —          | —          | —          | —          | —          | —          | —          | —          | ▼28 248   |
| Čína           | —          | —          | ▲163 857   | ▲211 830   | ▲285 404   | ▲354 799   | ▲491 648   | ▲619 877   | ▼612 048   | —         |
| USA            | ▲319 320   | ▲367 312   | ▲386 591   | ▲442 697   | ▲507 376   | ▲511 629   | ▲539 023   | ▲555 736   | ▲583 614   | —         |
| Rusko          | ▲569 961   | ▲698 040   | ▲759 138   | ▼695 388   | ▼432 768   | ▼406 410   | ▲551 191   | ▼545 406   | ▲564 794   | —         |
| Jižní Korea    | —          | —          | —          | —          | —          | ▲322 108   | ▲417 438   | ▼416 243   | ▼384 532   | —         |
| Španělsko      | ▼228 841   | ▼201 595   | —          | —          | —          | —          | —          | —          | —          | —         |
| Celkem         | 6 831 452  | 7 170 385  | 7 309 856  | 8 126 369  | 8 686 726  | 9 288 013  | 10 175 963 | 10 635 645 | 10 883 040 | 2 783 637 |

## Hlavní turistické destinace

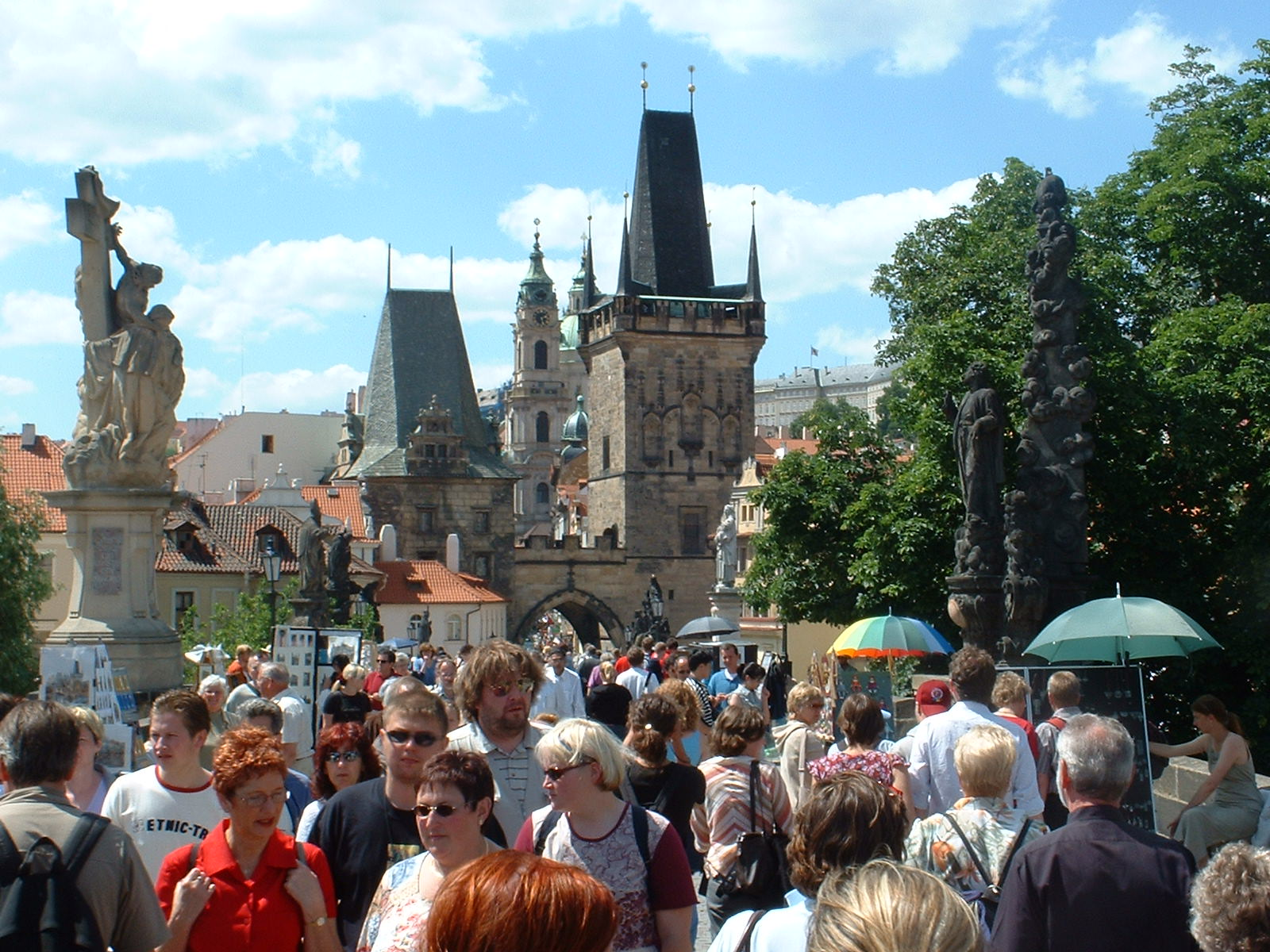
Masy turistů na Karlově mostě v centru Prahy

Podle agentury CzechTourism byly v roce 2014 nejnavštěvovanějšími turistickými cíli v ČR Pražský hrad (1 799 300 turistů), Zoo Praha (1 382 200), AquaPalace Praha (845 300), Dolní oblast Vítkovic a Landek Park v Ostravě (808 900), Staroměstská radnice v Praze (739 800), Pivovarské muzeum a podzemí v Plzni (600 000), Zoologická zahrada Zlín-Lešná (585 100), Židovské muzeum v Praze (580 000), Petřínská rozhledna v Praze (557 400) a Zoologická zahrada Ostrava (540 500).
Úspěch pražské zoo souvisí s její prestiží. V roce 2015 uživatelé největšího cestovatelského serveru TripAdvisor pražskou zoo určili jako 4. nejlepší na světě. Magazín Forbes ji roku 2008 označil za sedmou nejlepší na světě.
Z hradů a zámků jsou krom Pražského hradu nejnavštěvovanější zámek Lednice, zámek Český Krumlov, zámek Hluboká nad Vltavou, hrad Karlštejn, zámek Průhonice, zámek Dětenice, zámek Konopiště, Arcibiskupský zámek a zahrady v Kroměříži a zámek Loučeň.
Ve Středočeském kraji jsou turistickými lákadly také kostnice v Sedlci v Kutné Hoře a chrám svaté Barbory tamtéž, hrady Křivoklát, Český Šternberk a Kokořín, zámky Poděbrady a Veltrusy.
V Jihočeském kraji klášter Vyšší Brod, hrady Rožmberk a Zvíkov, zámky Český krumlov, Červená Lhota a Hluboká nad vltavou.
V Karlovarském kraji hrad Loket, zámek Bečov nad Teplou.
V Ústeckém kraji Památník Terezín, hrad Hazmburk a zámek Duchcov.
V Libereckém hrady Trosky, Grabštejn, Lemberk, Bezděz a zámek Sychrov.
V Královéhradeckém Bílá věž v Hradci Králové, hrad Kost, zámky Ratibořice, Karlova Koruna a Hrádek u Nechanic.
V Pardubickém zámek Pardubice a Muzeum v přírodě Vysočina s expozicemi v obci Vysočina a ve městě Hlinsko.
Na Vysočině zámek Telč.
V Olomouckém hrady Bouzov, Helfštýn, Šternberk.
V Jihomoravském katedrála sv. Petra a Pavla v Brně, hrady Špilberk, Pernštejn, Veveří a Bítov.
Ve Zlínském Valašské muzeum v přírodě v Rožnově pod Radhoštěm, hrad Buchlov a zámek Buchlovice.
V Moravskoslezském hrady Sovinec, Hukvaldy a zámek Fryštát.
Z kulturních institucí jsou nejnavštěvovanější Národní muzeum v Praze, Národní galerie Praha, Národní technické muzeum v Praze, Národní zemědělské muzeum v Praze, Hornické muzeum v Příbrami a České muzeum stříbra v Kutné Hoře.
Z přírodních památek to jsou Punkevní jeskyně a propast Macocha, soutěsky Kamenice, Pravčická brána, Koněpruské jeskyně, Bozkovské dolomitové jeskyně či Jetřichovické vyhlídky.
Mimořádné postavení mají kulturní památky zapsané na seznam světového kulturního dědictví UNESCO. Kromě již uvedených (Kroměříž, Český Krumlov, centrum Prahy) jsou to vila Tugendhat v Brně, vesnice Holašovice, historické jádro Kutné Hory, Lednicko-valtický areál, zámek a zámecký areál Litomyšl, sloup Nejsvětější Trojice v Olomouci, historické centrum Třebíče s Bazilikou svatého Prokopa, židovským městem a židovským hřbitovem a poutní kostel sv. Jana Nepomuckého na Zelené hoře.
Na seznam nehmotného světového kulturního dědictví UNESCO byly zapsány Jízda králů na Slovácku a na Hané, sokolnictví, masopustní průvody s maskami na Hlinecku, slovácký verbuňk, loutkářství, modrotisk, a vánoční ozdoby z foukaných skleněných perlí.
Některé lokality mají zvláštní význam pro spjatost s českými dějinami nebo mýty – hora Říp, Vyšehrad, hora Blaník, Velehrad spojený s památkou cyrilometodějskou a velkomoravskou, kostel svatého Václava ve Staré Boleslavi spjatý s legendou o zabití knížete Václava, pravoslavný chrám svatých Cyrila a Metoděje v Praze, kde za druhé světové války zahynuli strůjci atentátu na Heydricha.
Tradičními turistickými magnety bývala lázeňská města jako Karlovy Vary, Mariánské Lázně a Františkovy Lázně, ovšem lázeňství se dostalo do krize. Karlovy Vary si však zachovávají atraktivitu kupříkladu i díky každoročnímu mezinárodnímu filmovému festivalu. Tato filmová přehlídka založená po druhé světové válce je dnes největší kulturní akcí v ČR.
Významné rekreační oblasti v ČR jsou České Švýcarsko, Český ráj, Krkonoše a Šumava.

## Festivaly a veletrhy
Významnou součástí turistického ruchu jsou různé festivaly a přehlídky. K největším festivalům vážné hudby patří Pražské jaro, Smetanova Litomyšl a Janáčkovy Hukvaldy. V oblasti jazzu je to Jazz Goes to Town v Hradci Králové, Bohemia JazzFest pořádaný v různých městech současně a Prague Proms.
Největším tanečním festivalem je Tanec Praha. V oblasti výtvarného umění je to přehlídka Praguequadriennale, zcela zvláštní výtvarnou akcí je pak Festival světla Signal, pravděpodobně nejnavštěvovanější kulturní akce v ČR.
K velkým divadelním akcím patří tradiční festival amatétského divadla Jiráskův Hronov, loutkářská Skupova Plzeň či na moderní cirkus a akrobacii zaměřená Letní Letná. Divadlo i hudbu spojuje festival v bohnické psychiatrické léčebně Mezi ploty. Největšími knižními akcemi jsou Svět knihy a Festival spisovatelů Praha.
V oblasti rockové a popové hudby jsou největšími festivaly Rock for People, Colours of Ostrava, Trutnov Open Air Festival, Benátská noc, Hrady CZ, Votvírák, United Islands of Prague, Sázavafest či Mácháč. V oblasti rapu a hip hopu je největší akcí Hip Hop Kemp u Hradce Králové, největšími metalovými festivaly jsou Masters of Rock ve Vizovicích a Brutal Assault v Josefově, v oblasti taneční hudby Beats for Love ve Vítkovicích a Mighty Sounds. Největší akcí lidové hudby je tradičně Mezinárodní folklorní festival Strážnice.
Největším a nejtradičnějším filmovým festivalem je Mezinárodní filmový festival Karlovy Vary. Jemu se snaží širokým záběrem konkurovat Febiofest. Další festivaly mají užší žánrové zaměření – na dětský film se zaměřuje Film festival Zlín, na film kreslený a loutkový AniFest, na film dokumentární Jeden svět a Jihlava, výhradně české filmy mohou na festival Finále Plzeň. Dlouhou tradici má mezinárodní televizní festival Zlatá Praha.
Tradičními přehlídkami průmyslovými jsou brněnský strojírenský veletrh a zemědělská výstava Země živitelka v Českých Budějovicích.

## Turistické regiony a oblasti
Česká republika je rozdělena do 17 turistických regionů a 40 turistických oblastí:
1. Praha
  1. Praha
2. Středočeský kraj
  1. Střední Čechy – západ
  2. Střední Čechy – jih
  3. Střední Čechy – severovýchod – Polabí
3. Jižní Čechy
  1. Jižní Čechy
4. Šumava
  1. Šumava
5. Plzeňsko a Český les
  1. Český les
  2. Plzeňsko
6. Západočeské lázně
  1. Západočeské lázně
7. Severozápadní Čechy
  1. České Středohoří a Žatecko
  2. Krušné hory a Podkrušnohoří
  3. České Švýcarsko
8. Českolipsko a Jizerské hory
  1. Českolipsko
  2. Jizerské hory
9. Český ráj
  1. Český ráj
10. Krkonoše a Podkrkonoší
  1. Krkonoše a Podkrkonoší
11. Královéhradecko
  1. Kladské pomezí
  2. Hradecko
  3. Orlické hory a Podorlicko
12. Východní Čechy
  1. Pardubicko
  2. Chrudimsko-Hlinecko
  3. Králický Sněžník
  4. Českomoravské pomezí
  5. Orlické hory a Podorlicko
13. Vysočina
  1. Vysočina
14. Jižní Morava
  1. Znojemsko a Podyjí
  2. Pálava a Lednicko-Valtický areál
  3. Slovácko
  4. Brno a okolí
  5. Moravský kras a okolí
15. Východní Morava
  1. Kroměřížsko
  2. Zlínsko a Luhačovicko
  3. Valašsko
  4. Slovácko
16. Severní Morava a Slezsko
  1. Beskydy – Valašsko
  2. Těšínské Slezsko
  3. Ostravsko
  4. Poodří – Moravské Kravařsko
  5. Opavské Slezsko
  6. Jeseníky – východ
17. Střední Morava a Jeseníky
  1. Střední Morava
  2. Jeseníky – západ